# Røros flygplats
Røros flygplats (norska: Røros lufthavn) är en flygplats belägen väster om Røros i Norge. Flygplatsen är bas för flyg- och flygträningsbolaget Rørosfly.

## Faciliteter
Det finns inga butiker eller restauranger på flygplatsen, men det erbjuds kostnadsfri wifi. Biluthyrning finns på flygplatsen.

## Marktransport
Flygbuss finns tillgänglig och anpassas efter avgångarna. Vanlig taxiservice finns också tillgänglig och man kan även beställa taxi till Funäsdalen i Sverige. I samband med flyg från Sverige finns transferbuss till skidorterna i Funäsdalen med omgivning.

## Destinationer
| Flygbolag | Destinationer   |
| --------- | --------------- |
| Widerøe   | Oslo-Gardermoen |